# Василюк, Роман Николаевич
Рома́н Никола́евич Василю́к (бел. Раман Мікалаевіч Васілюк; 23 ноября 1978, Брест, Белорусская ССР) — белорусский футболист, выступавший на позиции нападающего. Рекордсмен чемпионата Беларуси по забитым голам.

## Карьера

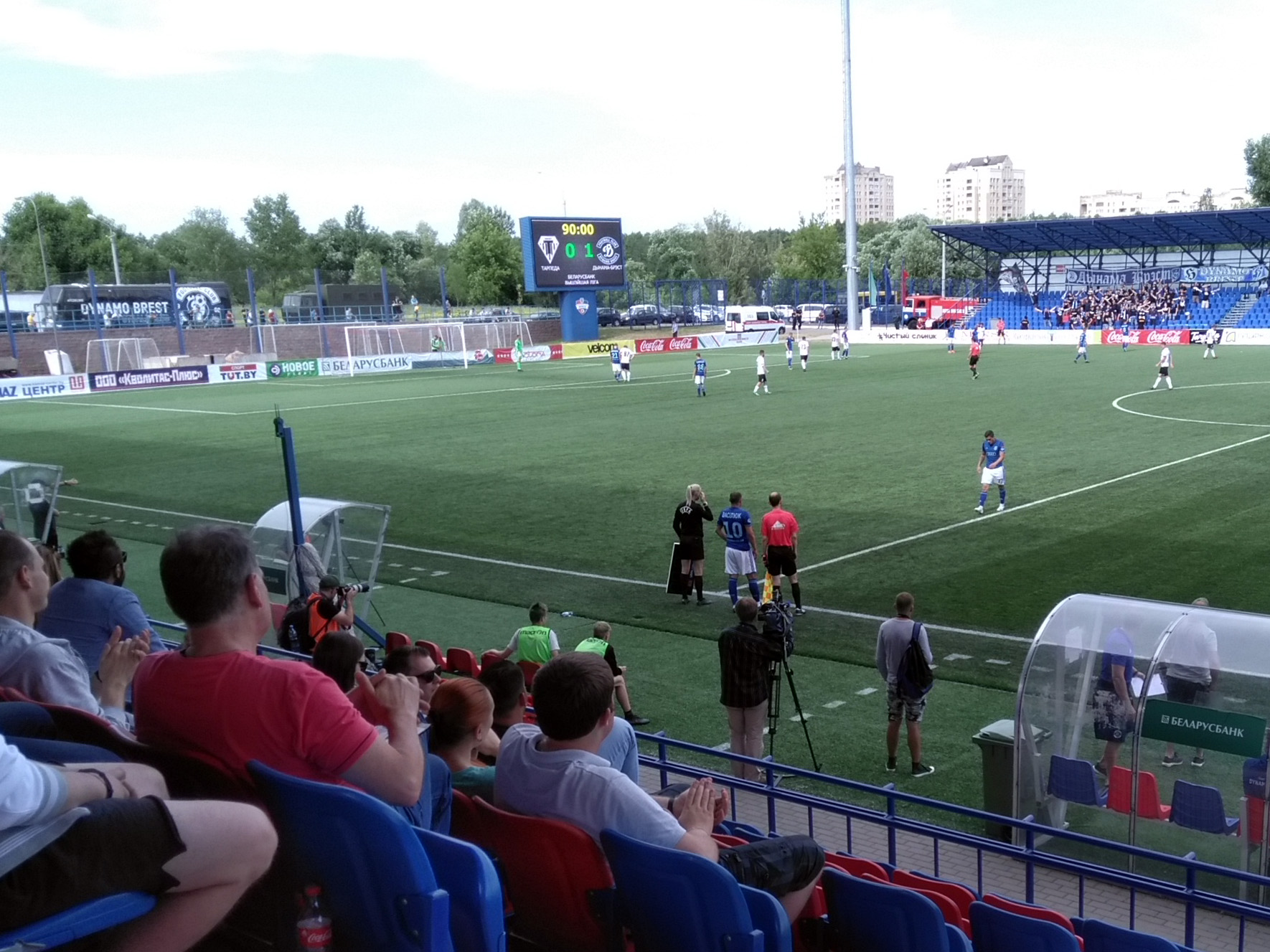
Выход Василюка на поле против минского «Торпедо» (2 июня 2018 года)

Карьера началась в «Динамо» Брест. В 1999-м перешёл в «Славию» Мозырь. В первом же Василюк забил 31 мяч (вся команда — 78), существенно опередив преследователей в лице Кутузова и Давыдова (по 18 голов), и привел «Славию» к чемпионству. На счету нападающего — три хет-трика и один матч с четырьмя голами. Лишь однажды лучший бомбардир первенства Белоруссии забил больше — в сезоне 1996 «белшиновец» Андрей Хлебосолов отличился 34 раза. В 2001 году Василюк стал привлекаться Эдуардом Малофеевым в национальную сборную, в составе которой в марте против норвежцев забил победный гол на 93-й минуте и в сентябре против поляков забил четыре гола.
Летом 2001 имел предложения от российских клубов «Крылья Советов», московских «Динамо» и «Спартака». «Спартак» заплатил 850 000 долларов США.

— Мне сразу дали понять: парень, тебе здесь не рады, — вспоминает футболист. — Костяк команды составляли полтора десятка человек. А остальные были в массовке.

Заиграть в «Спартаке» у Василюка не получилось — помешали тренерское недоверие и травмы. Контракт был подписан до 2006 года, за это время сыграл в чемпионате шесть матчей, забил два гола. Играл в аренде за «Динамо» Минск, «Динамо» Брест,«Хапоэль» Тель-Авив
В 2005-м права на футболиста выкупил «Гомель». Ежегодно улучшая бомбардирские показатели (13 — 14 — 24), в сезоне 2007 Василюк во второй раз стал лучшим бомбардиром. Затем было вернулся в Брест, откуда после ссоры с Юрием Пунтусом перешёл в «Минск», где отыграл полтора сезона.
26 июля 2012 перешёл в борисовский БАТЭ. В составе борисовчан выступал в Лиге чемпионов, стал чемпионом страны, хотя и не был основным игроком.
По завершении сезона на правах свободного агента вновь заключил контракт с «Минском». В сезоне 2013 был основным нападающим команды. Забил 9 голов, чем довёл общее количество своих голов в Высшей лиге до 199.
По завершении сезона 2013 на правах свободного агента вернулся в брестское «Динамо» и стал капитаном команды. 10 мая 2014 года в домашнем матче против минского «Динамо» Василюк провёл свой 500-й матч и забил 200-й гол в чемпионатах Белоруссии. В феврале 2015 года продлил контракт с клубом. Летом появлялась информация о том, что из-за тяжёлого финансового положения команды Василюк мог продолжить карьеру в Польше. Также нападающим интересовались «Неман» и «Нафтан», однако игрок остался в Бресте.
22 сентября 2015 года забил свой 95-й гол за брестчан и установил клубный рекорд.
В январе 2016 года подписал контракт с гродненским «Неманом». Однако уже в июле соглашение было разорвано, и игрок вернулся в Брест, где стал в основном выходить на замену.
25 января 2019 года объявил о завершении профессиональной карьеры. 7 сентября сыграл последний матч в составе «Динамо-Брест» с «Ягеллонией».

## Достижения
- Чемпион Белоруссии: 2000, 2012
- Чемпион России: 2001
- Серебряный призёр чемпионата Белоруссии: 2007
- Бронзовый призёр чемпионата России: 2002
- Обладатель Кубка Белоруссии: 1999/00, 2012/13, 2016/17, 2017/18
- Обладатель Суперкубка Белоруссии: 2018
- Лучший бомбардир чемпионата Белоруссии: 2000, 2007

По завершении карьеры довёл число матчей до 471 в высшей лиге чемпионата Белоруссии и 217 забитых голов.